# Frontière entre le Brésil et la Colombie
La frontière séparant le Brésil et la Colombie est une frontière continue de 1 644,2 km. Elle comprend 808,9 km de voies fluviales, 223,2 km déterminés par les limites de bassins fluviaux, et 612,1 km autrement définis.

## Histoire
Elle fut fixée par le traité Vásquez Cobo-Martins, signé à Bogota le 21 avril 1907 et par le traité García Ortiz-Mangabeira signé le 15 novembre 1928 à Rio de Janeiro. Sa fixation exacte est du ressort de la Commission mixte d'Inspection des Bornes frontières, établie en 1976. Cette commission a déjà placé quelque 128 bornes.